# Urnes stavkyrka
Urnes stavkyrka (norska: Urnes stavkirke) eller Ornes stavkyrka är en stavkyrka på gården Ornes vid Lustrafjorden i Vestland fylke i västra Norge, 120 m ö.h.
Kyrkan byggdes omkring 1130–1150 och är en länk mellan vikingakonsten med typisk djurornamentik som kallas urnesstil och den kristna stavkyrkoarkitekturen. Under utgrävningar av stavkyrkan 1956-57 upptäckte arkeologen Håkon Christie lämningar efter en ännu äldre och mindre kyrka under den nuvarande. Många forskare menar att det på platsen har funnits en eller två föregångare från 1000-talet och att den norra portalen i urnesstil är från denna tid. Kyrkan ägs av Fortidsminneforeningen och används vid ett fåtal tillfällen till kyrkliga ändamål.
Urnes stavkyrka, som är en av de äldsta, skrevs 1979 in på Unescos världsarvslista.

## Historia

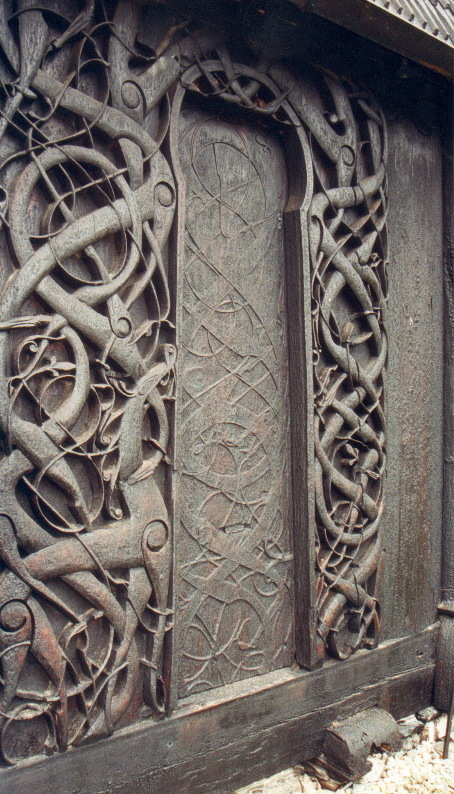
Kyrkans portal

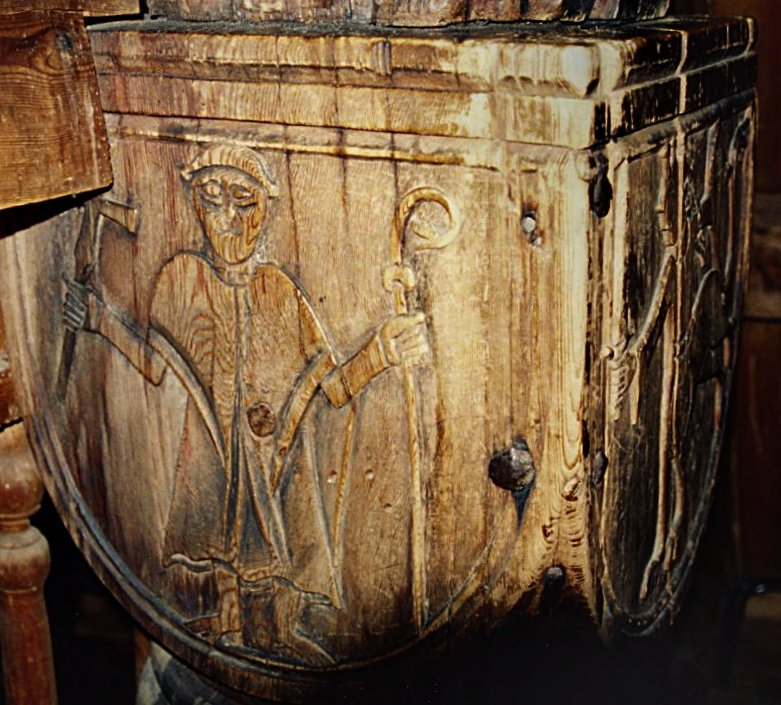
Biskop eller möjligen en pilgrim på en kapitäl på toppen av en av stavarna

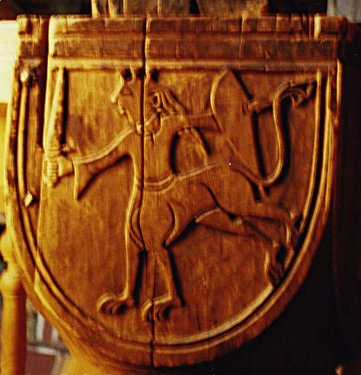
Kapitäl med Kentaur

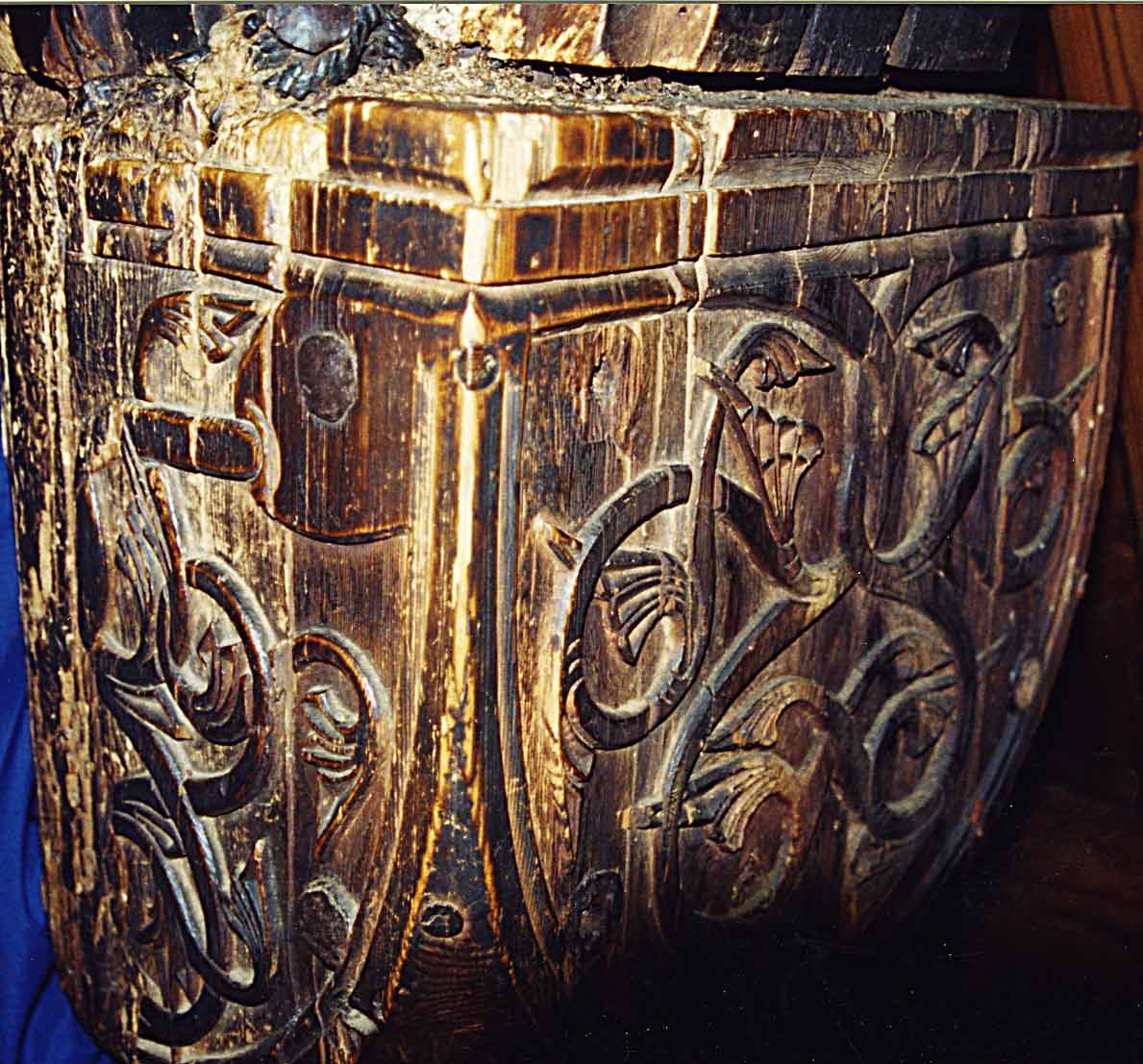
Kapitäl med växtornamentik

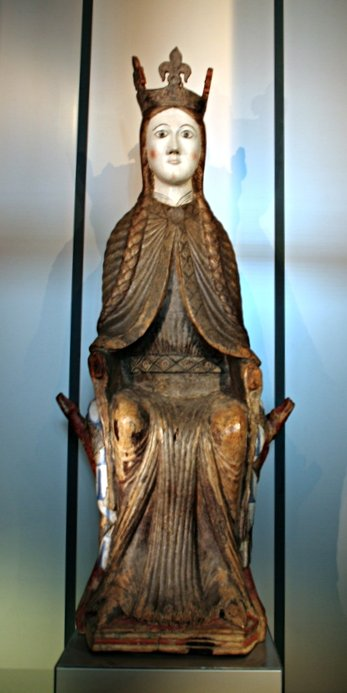
Urnesmadonnan i Bergen Museum

Kyrkan anses vara den äldsta existerande stavkyrkan i Norge, men det är spår efter äldre kyrkor på samma plats. Forskare menar att det har funnits minst två kyrkor tidigare, och att området därför varit kyrkoplats ända tillbaka till 1000-talet. Vid utgrävningar under kyrkogolvet har man hittat stolphål efter en eller två tidigare kyrkor, som kan varit stolpkyrkor. Fynden kan tyda på att den yngsta av dem hade fria master och ytterväggar som vilade på sliprar som spänts mellan jordgrävda stolpar. Det är inte känt om kyrkan hade något mittskepp.
Stavkyrkan är troligen från början byggd som en privat gårdskyrka, medan den senare från medeltiden var församlingskyrka. Den är nämnd i skriftliga källor från 1323 i samband med en visitationsresa. Då nämns urnesprästen Sira Ærlender. Kyrkan är även omskriven i Bjørgyndar Kálfskinn (fol.37) från omkring 1360. Man tror att Gaut av Ornesi kan ha varit byggherre. Han och hans två söner Jon Gautson och Mundan Gautson ska ha varit kung Magnus Erlingsson (1161–1184) mest betrodda män.
Efter reformationen blev kyrkan i Hafslo huvudkyrka, Urnes och kyrkan i Solvorn blev annex under denna. Prästen Christoffer Munthe köpte kyrkan omkring 1720 och den var i privat ägo till den såldes till församlingen 1850. Fortidsminneforeningen övertog den 1881 då Urnes och Solvorn församlings slogs samman, men med klausulen att församlingen skulle få fortsätta använda kyrkogården som gravplats och ha rätt att använda kyrkan till två gudstjänster per år.

## Bevarade delar från äldre kyrkor
Portalen som sitter i väggen på nordsidan, kommer ursprungligen från en av de äldre kyrkorna. Den kan ha varit huvudportalen, västportalen, på denna äldre kyrkan. Den har gjorts en rad olika försök att tyda ikonografin, och man tror det kan vara ormar som slingrar sig uppöver. Nederst står ett djur med fyra fötter som biter i ormen. En vanlig tolkning är att detta symboliserar kampen mellan gott och ont. Djuret tolkas som ett stiliserat lejon. I kristen ikonografi är lejonet en symbol för Kristus som har segrat över det onda, ormen. Förutom portalen finns två ristade plattsättare i nordväggen bevarade och korets hörnstav, skeppets västgavel och korets östgavel är också från äldre kyrkor.

### Urnesstil
Namnet urnesstil användes första gången av Haakon Shetelig 1909. Han gav den namn efter formspråket på Urnesportalens ristning. Karakteristiskt för den är användningen av slingkompositioner och att portalen ger ett icke axiellt och asymmetriskt helhetsintryck. Andra inslag är spel mellan en bred och en smal motivlinje, vida och ofta cirkelformade slingor, långa smala motiv, jämna och gradvis smalare linjeföring samt konturer som är bågformade utan linjebrytning.
Urnesportalen är den enda någorlunda kompletta som bevarats. Förutom denna används stilen på Torpo och finns även på några fragment från Bjølstad.

## Byggnadens historia
Urnes stavkyrka är byggd som en långkyrka med ett rektangulärt skepp och en smalare kortillbyggnad. Både skeppet och koret har haft mittrum. En förmodad ursprunglig absid revs och koret utvidgades mot öster omkring år 1600. Den äldsta kända taktornet sattes upp 1663, men förnyades både 1685 och 1703. 1902 restaurerades kyrkan och de dekorerade gavlarna kläddes för att förhindra att de ska förstöras.
Från medeltiden är stora delar av byggnaden bevarad: grundstockar, sliprar, hörnstolpar, runda plattsättare och plattor. Takkonstruktionen och de förhöjda mittrummen med stavar och stöttorna i form av grova, utvändiga strävor mellan väggbanden och marken, är också ursprungliga.
För förklaring och bild på byggnadsdelar se Stavkyrka.

## Interiör

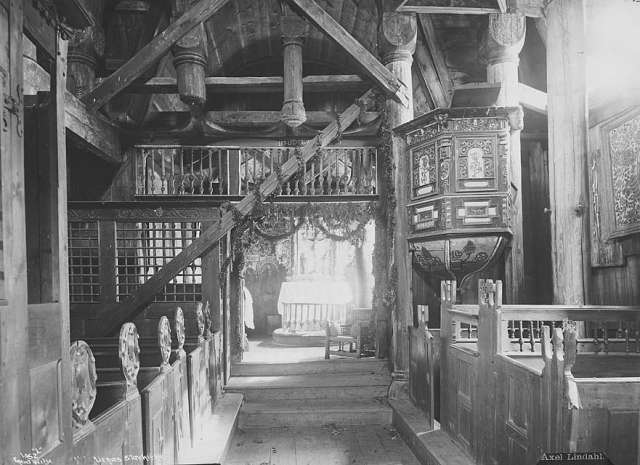
Interiören kring 1880-1900 (Foto av Axel Lindahl)

Interiören i kyrkan präglas av en rad ändringar, men också mycket av medeltidens interiör är intakt.

### Medeltiden
16 kolonner med kapitäler skiljer mittrummet från sidoskeppen, sex på nordsidan, sex på sydsidan och två på vardera tvärvägg. Mellan kolonnerna är arkadvalv placerade, dessa stärker också den bärande konstruktionen. Kapitälerna har utskurna fabeldjur som kentaurer och gripar, ryttare, fåglar, olika djur (till och med en kamel), Simson och lejonet, vinrankor etc. Mest känd är lejonet som Fortidsminneforeningen använder som symbol.
Det är ovanligt att kubkapitäler är utskurna. I andra kyrkor är de vanligtvis släta. En teori är att de kan ha bakgrund i stenarkitektur. Ett exempel på romanska kapitäler i europeiska sammanhang är kryptan i Katedralen i Canterbury. Problemet i norskt sammanhang är att få romanska stenkyrkor med säker datering är bevarade i Norge. Kanske är detta ett av de bästa norska exemplen på speciella drag av romansk stenarkitektur.. En förebild kan vara kapitälerna i Stavanger domkyrka, som har reliefer som påminner om Urneskapitälerna. Andra förebilder kan vara hämtade från miljöerna runt Nidarosdomen under 1100-talet. Den senaste forskningen daterar kapitälerna till mitten av 1100-talet.
Över koröppningen hänger ett krucifix flankerat av Jungfru Maria och Johannes döparen. Denne är en av de vackraste som bevarats från romansk tid. I koret står även en biskopsstol som kan ha använts vid botens sakrament.

### Efter reformationen
Det som präglar synintrycket är snedsträvarna som blev nödvändiga efter ombyggnader på 1600-talet. En rad byggnadsdelar sattes in, och på grund av detta var det nödvändigt att bygga om delar av medeltidsinteriören. I koret är en väggmålning från 1607 som visar Jesus och de tolv apostlarna. Målningen har inskriptioner, ornament, växter och blommor. Den är på vit botten med starka färger.

## Restaurering och bevarande
Då Fortidsminneforeningen övertog byggnaden, stod den inför frågan om hyr kyrkan skulle bevaras: Skulle den återställas (restaureras) till dess ursprungliga skick, eller skulle den bevaras som den var vid övertagandet? Hopperstad stavkirke är ett exempel på en sådan återställning. I första omgången blev arkitekten Peter Andreas Blix tillfrågad om han ville arbeta på kyrkan. Han hade nog att göra i Vik, där han arbetade med Hove kirke, och då det inte var lätt att resa mellan platserna, ville han inte åta sig uppdraget. Detta innebar att arbetet med en återställning inte startade. Flera förslag till restaurering och återställning utarbetades, men inget av dem blev genomförda. 1902 blev kyrkan varsamt renoverad av arkitekt Jens Zetlitz Monrad Kielland. Efter förra sekelskiftet kom det också nya idéer om bevarandet av byggnader. De skulle inte längre återställas till ursprungligt eller äldre skick, utan bevaras som de stod. Idag (2005) genomförs i stort sett endast reparationer och konserverande ingrepp på byggnader när det är nödvändigt för att förhindra förfall. När reparationer äger rum, försöker man att ta vara på alla perioders bidrag till helheten. Det ses som viktigare att skydda det överlevande monumentet än att rekonstruera det.

## Föremål som förr fanns i kyrkan
I Bergen Museum finns några föremål från Urnes stavkirke. Museet har en munkhätta från omkring 1200 som antingen kan ha stått på locket till dopfunten eller som kan ha tillhört en helgonfigur. Det finns även en träskulptur från cirka 1180 som man trodde föreställde Sankt Olof, men nyare forskning har gett andra möjligheter. En ny teori är att det kan vara en representation av Jesusbarnet, och att den kan ha suttit i en förlorad madonnafigurs famn.
Praktföremålet från Urnes är madonnafiguren från omkring 1150–1200. Förmodligen har den haft ett Jesusbarn sittande i famnen, men den är nu försvunnen. Figuren har romanska drag, den är mindre levande, mer långsträckt och mer stiliserad än madonnan från Hove kyrka. Man tror att den gjordes i Bergen, även om den visar influenser av engelsk kyrkokonst.

## Legend
En legend berättar att det vid övergången till kristendomen bodde två jättar på var sin sida av Lusterfjorden. De byggde var sin kyrka. Jätten i Solvorn såg att kyrkan i Urnes blev vackrare än hans egen och blev så arg att han kastade en sten efter den. Stenen träffade inte, och jätten i Urnes skickade tillbaka en sten som föll ned ovanför Solvorn kyrka. Båda stenarna finns ännu kvar som bautastenar.

## Övrig litteratur
- Anker, Leif (2005) (på norska). Middelalder i tre, Stavkirker i boken Kirker i Norge bind 4. Oslo. ISBN 82-91399-16-6
- Bjerknes, Kristian (1958) (på norska). Urnes stavkirke (Fortidsminnesmerkeforeningens årbok 1958). sid. 75-96
- Bugge, Gunnar; Bernardino Mezzanotte (1993) (på norska). Stavkirker. Oslo. ISBN 82-504-2072-1
- Bugge, Gunnar (1981) (på norska). Stavkirkene i Norge. Oslo. ISBN 82-09-01890-6
- Christie, Håkon (1958) (på norska). Urnes stavkirkes forløper belyst ved utgravninger under kirken (Fortidsminnesmerkeforeningens årbok 1958). sid. 49-74
- Christie, Håkon. Urnes stavkirke : den nåværende kirken på Urnes. Oslo: Pax Forlag/Riksantikvaren. ISBN 978-82-530-3245-0
- Hansteen, Hans Jacob (1974) (på norska). Urnes stavkirke – Fragmenter av en restaureringsdebatt (Fortidsminnesmerkeforeningens årbok 1974). sid. 63-75
- Hauglid, Roar (1976) (på norska). Norske Stavkirker. Oslo
- Storsletten, Ola (1993) (på norska). En arv i tre (De norske stavkirkene). Oslo. sid. 171-177. ISBN 82-03-22006-1